# سامانثا هايز
سامانثا هايز (بالإنجليزية: Sam Hayes)‏ هي مذيعة أخبار نيوزيلندية، ولدت في 25 أبريل 1984 في جنوب أفريقيا.